# Santuario di Santa Maria del Sasso (Bibbiena)
Il santuario di Santa Maria del Sasso si trova nella località omonima a Bibbiena. Nell'agosto del 1942 papa Pio XII elevò la chiesa alla dignità di basilica minore.

## Storia e descrizione

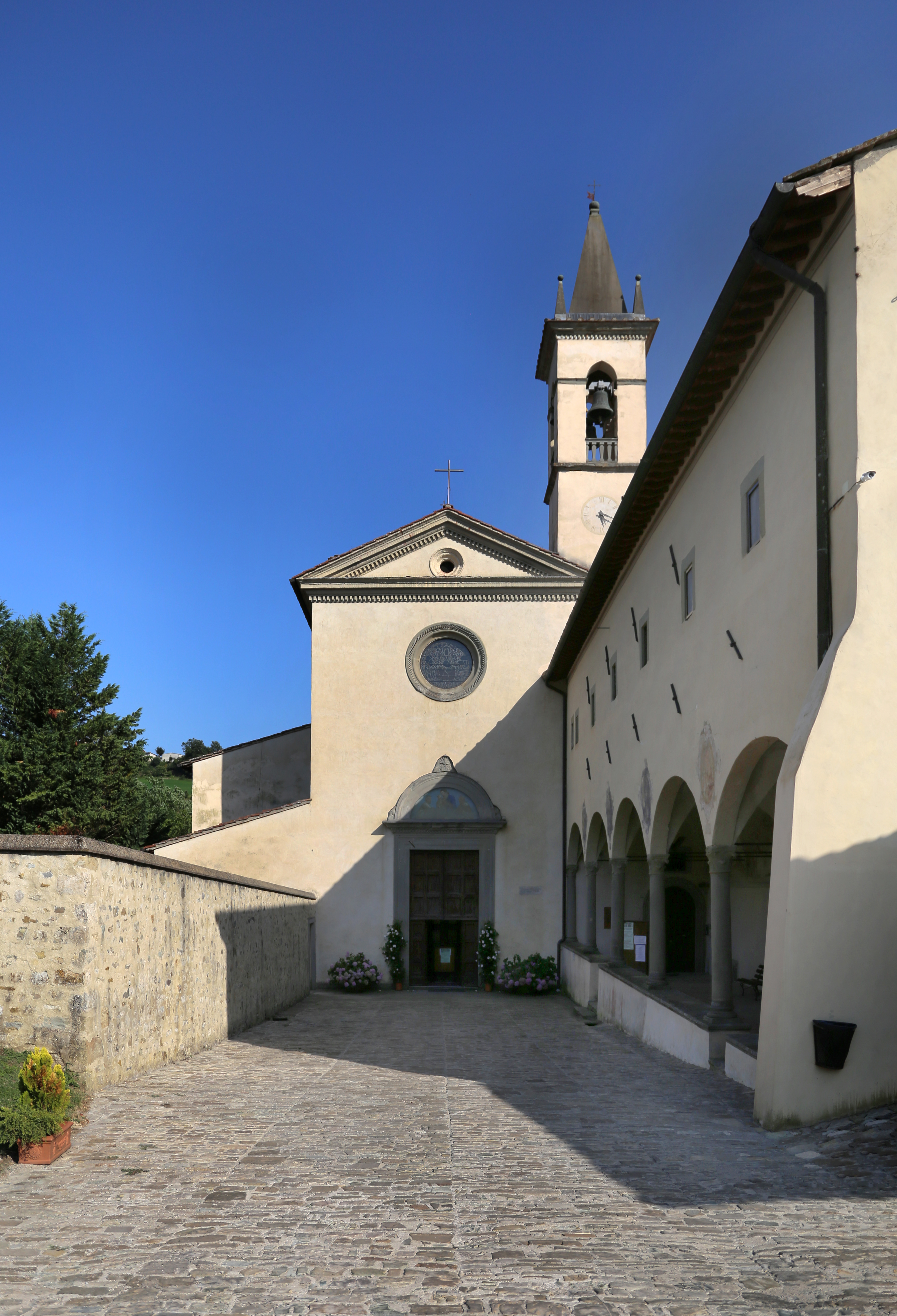
Bibbiena, Santuario della Madonna del Sasso, esterno.

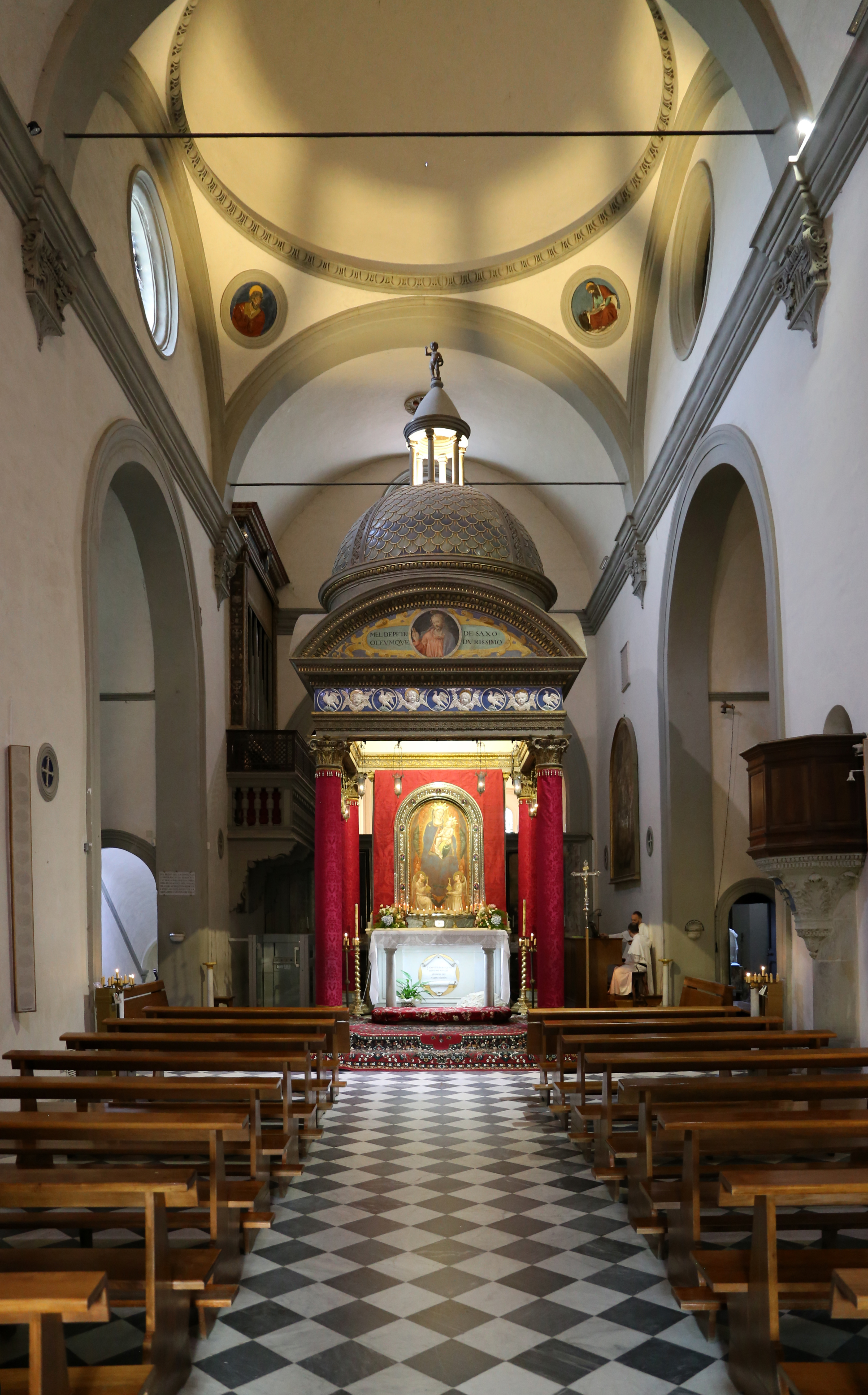
Bibbiena, Santuario della Madonna del Sasso, interno.

Nel 1347 una colomba si posò su di un masso presso Bibbiena, rimanendovi per un mese e facendosi avvicinare solo dai bambini e dal beato Martino da Poppi, monaco camaldolese ed eremita. Sullo stesso masso, il 23 giugno, la Madonna sarebbe apparsa a Caterina, di sette anni, donandole delle fave e poi scomparendo. Al momento di cucinarle, la madre di Caterina si accorse che erano piene di sangue, presagio della peste che avrebbe colpito l'Europa l'anno dopo, risparmiando però la città. Sul luogo fu costruito l'anno seguente un primo piccolo oratorio del quale primo custode fu proprio il beato camaldolese. Nel 1444 vi furono, attorno al piccolo santuario, altri fenomeni celesti.  
Nel 1468 la custodia del luogo venne affidata ai Domenicani del Convento di San Marco a Firenze. I frati pensarono subito, data la crescente affluenza di pellegrini, alla costruzione di una nuova chiesa, ma nel frattempo dovettero affrontare la distruzione della precedente chiesina a causa di un incendio, che però risparmiò miracolosamente l'immagine della Madonna del Sasso.  
L'edificio attuale iniziò ad essere costruito a partire dal 1486, su progetto di Giuliano da Maiano e con l'interessamento di Lorenzo il Magnifico e fu consacrato nel 1501 da Cosimo de' Pazzi, vescovo di Arezzo. Nel 1513 si intraprese un ampliamento della chiesa, aggiungendovi sul retro un coro, completato anche all'interno nel 1525.
All'esterno un portico con colonne sulla destra precede la facciata della chiesa. Esso accoglieva i pellegrini ed è affrescato nelle lunette con alcuni episodi miracolosi legati alla Madonna del Sasso, riferibili al XVIII secolo. La facciata, semplicemente intonacata, presenta un portale con frontone semicircolare ed oculo e termina sulla sommità con un altro frontone triangolare. Nella lunetta del portale è un affresco con la Madonna col Bambino tra i Santi Domenico e Pietro martire, eseguito nel 1486 da Gherardino del Fora, pittore vicino al Ghirlandaio ma influenzato anche da Leonardo.
Nell'interno la chiesa è a navata unica, con transetto e profondo coro usato un tempo dalle religiose e dai frati. Nella navata si trovano una vetrata dell'Assunta (1490 circa), una pala in terracotta policroma invetriata di Santi Buglioni raffigurante l'Ecce Agnus Dei, in cui si vede San Giovanni Battista e il Redentore, mentre nella predella sono invece raffigurati episodi della vita del Battista. La pala fu trasferita dalla chiesa inferiore ed è databile tra 1513 (data di costruzione della cappella dedicata al Precursore) e il 1529 (anno di morte del committente della famiglia Sestini). Sulla parete sinistra una tavola con una Madonna con Bambino e santi di Fra Paolino da Pistoia, firmata e datata 1525, derivante da modelli di Fra Bartolomeo. 
Al centro, sotto la cupoletta all'intersezione dei bracci, si trova il tempietto sostenuto da quattro colonne corinzie e coperto da una cupoletta che custodisce l'affresco miracoloso della Madonna del Sasso di Bicci di Lorenzo, databile al 1430 - 1440 circa. Il tempietto fu progettato da Bartolomeo Bozzolini da Fiesole ed è ornato all'esterno da un fregio in terracotta invetriata riferibile ad Ambrogio e Mattia della Robbia, figli di Andrea e realizzato intorno al 1501. Degli stessi autori e delle stesso momento sono anche i quattro tondi con cornici di pietra raffiguranti gli Evangelisti (quello con Matteo è stato ricostruito nel 1586). I timpani a forma di lunette furono affrescati con il Salvatore e con motivi decorativi che incorniciano iscrizioni da Giovanni Brina, allievo di Michele Tosini e allievo del Vasari in Palazzo Vecchio, autore anche dell'affresco sulla parete retrostante con l'Annunciazione, firmato e datato 1567, dotata anche di una 'finta' predella.
Nei bracci del transetto sono due altari laterali. A quello destro è posta la Natività di Maria tra i santi Sebastiano e Raimondo di Peñafort commissionata dalla famiglia bibbienese dei Poltri a Jacopo Ligozzi (1607, firmata e datata), il più importante tra i dipinti casentinesi dell'artista, notevole per la complessa costruzione compositiva frutto di un lungo studio grafico, per l'illusionismo prospettico e tattile e per la qualità delle superfici pittoriche. All'altare sinistro è l'Apparizione della Vergine a san Giacinto di Ludovico Buti, allievo di Santi di Tito, datata sul vaso di gigli in primo piano 1601. 
Più avanti si trova il coro delle monache, frutto di un ampliamento cinquecentesco progettato da Stefano Lunetti, dove spiccano la grande Assunta di Fra Paolino realizzato tra 1532 e 1533 forse su cartone di Fra' Bartolomeo, un Crocifisso in cartapesta del XVII secolo e gli stalli lignei di Salvatore e Michele dell'Impruneta (1525). 
Nella cripta, ai lati del masso legato all'apparizione, si trova un altare con la Madonna del Buio, statua lignea di scuola fiorentina del primo Quattrocento a cui sono attribuiti vari miracoli, realizzata probabilmente da Andrea Cavalcanti detto il Buggiano, che presenta spunti stilistici donatelliani e robbiani (tanto che in passato era riferita anche al giovane Luca della Robbia); inoltre vi è anche la tavola con la Madonna col Bambino in trono tra i santi Bartolomeo e Matteo firmata da Giovanni Antonio Lappoli (1530 circa). Il dipinto, saldato con ritardo nel 1536, mostra la consueta dipendenza dell'artista dai modelli di Rosso fiorentino, pur presentato una composizione più semplice e simmetrica, nella quale le figure, di una monumentalità plastica desunta dal Michelangelo della Sistina, vestono abiti di colori preziosi, accesi e luminosissimi.
Il convento è organizzato attorno a un ampio chiostro, con quattro lati porticati e lunette affrescate nel XVIII secolo coi Miracoli della Madonna del Sasso. Gli affreschi anonimi, che in un'iscrizione recano la data 1713, sono molto sciupati, benché restaurati nel 1999. La mano non felicissima del suo autore ci restituisce però dettagli interessanti della vita del tempo.
L'interno conserva altre importanti testimonianze artistiche. Il vestibolo di accesso al refettorio è ornato da due affreschi di Giovanni Brina del 1567 - 68 circa: una Samaritana al pozzo dal moderno paesaggio ed un Volto di Cristo. Nel refettorio si trova un affresco con l'Ultima Cena di Raffaellino del Colle.